# Jacopo Tiepolo

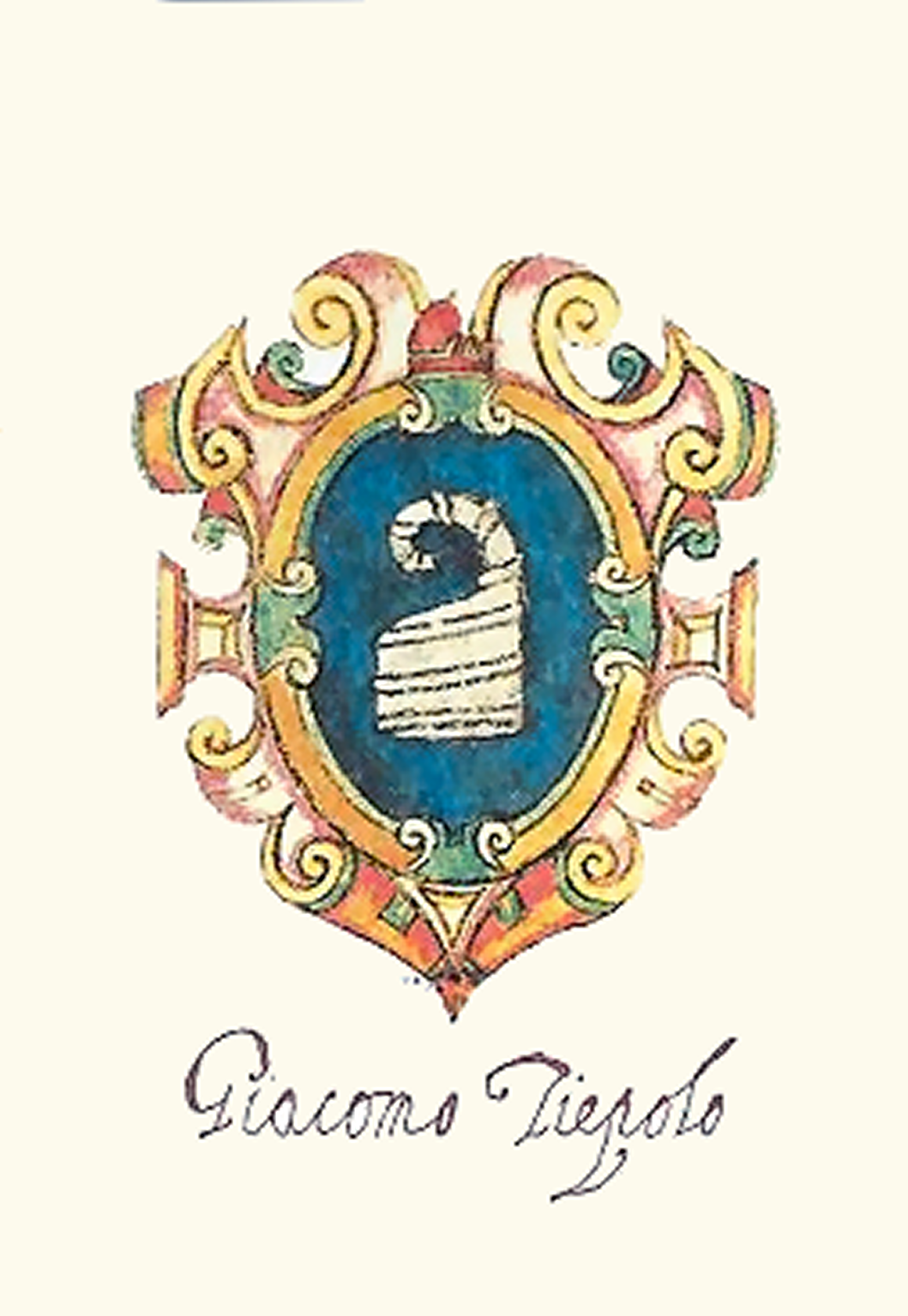
Wappen des „Giacomo Tiepolo“, frühes 17. Jahrhundert

Jacopo Tiepolo, auch Giacomo Tiepolo (* kurz vor 1170; † 19. Juli 1249), war von seiner Wahl am 6. März 1229 bis in den Mai 1249, als er von seinem Amt zurücktrat, Doge von Venedig. Er galt der staatlich gesteuerten venezianischen Geschichtsschreibung als der 43. Doge, doch gilt diese, häufig als Tradition bezeichnete Konvention als widerlegt, wie viele ihrer Behauptungen.
Jacopo Tiepolo gehörte einer Aufsteigerfamilie aus den Kreisen der vermögenden Fernhändler an. Dementsprechend verlagerte er als Doge den Schwerpunkt seiner Politik auf das östliche Mittelmeer und die Adria. Eine Reihe weiterer Händlerfamilien stieg in die herrschende Schicht Venedigs auf, die sich noch wenig gegen Aufsteiger abzuschotten begonnen hatte. Tiepolos persönlicher Aufstieg erfolgte durch die Übernahme höchster Staatsämter, etwa die eines Duca di Candia, einer Art temporärer Statthalterschaft auf Kreta, das für beinahe ein halbes Jahrtausend Venedigs wichtigste Kolonie wurde. Während seiner Herrschaft wurden die seit 1203/1204 erfolgten Eroberungen im Zuge des Vierten Kreuzzuges und die vertraglich zugesicherten Teile des Byzantinischen Reiches diplomatisch und militärisch gesichert, aber auch die Verhältnisse zu den angrenzenden Staaten vertraglich abgesichert; letzteres erfolgte bereits vor Tiepolos Dogat, als er Vorsteher der einflussreichen venezianischen Kolonie in Konstantinopel war.
Die am Ende durch Los entschiedene Wahl zum Dogen führte innenpolitisch zu einer lang anhaltenden Gegnerschaft zu den unterlegenen Dandolo. Umfassende Reformen betrafen die Verfassung Venedigs, denn den großen Ratsgremien, allen voran dem Großen und dem Kleinen Rat, aber auch dem später als Senat bezeichneten Gremium, das zunächst vorrangig für Handelsfragen zuständig war, kamen zentrale Entscheidungsbefugnisse zu. Auch das für Venedig so bedeutende Seerecht erhielt neue Regelungen.
Tiepolo förderte die Orden der Franziskaner und Dominikaner, die eine Reihe von bedeutenden Kirchen und Klöstern errichteten. Im Kampf zwischen Ghibellinen und Guelfen hielt sich Venedig besonders in den Jahren 1232 bis 1245 auf der päpstlichen Seite, schloss jedoch gegen den Willen Jacopo Tiepolos einen Separatfrieden mit Kaiser Friedrich II. Wie sein Vorgänger trat er noch zu Lebzeiten von seinem Amt zurück.

## Herkunft und Familie

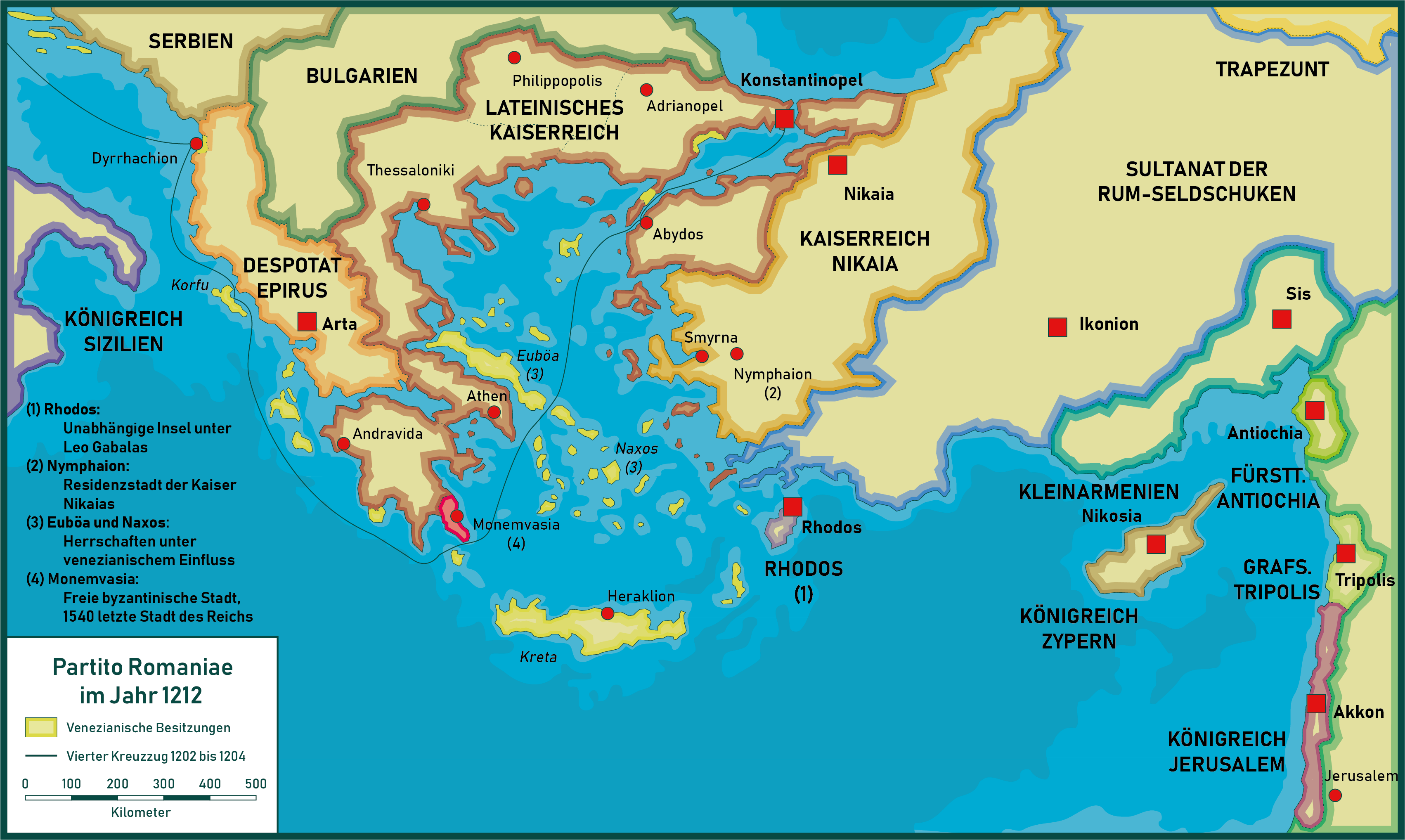
Das Lateinische Kaiserreich und seine Nachbarstaaten um 1212

Jacopo war der Sohn eines Pietro, der in der Gemeinde San Ermagora lebte. Der Name seiner Mutter ist nicht überliefert. Wahrscheinlich wurde er kurz vor 1170 geboren, denn 1190 taucht er erstmals in den Quellen auf, nämlich als junger Händler, der sich auf der Strecke nach Konstantinopel betätigte. Einer seiner Finanziers war der Conte von Arbe und spätere Doge Pietro Ziani.
Die Familie Tiepolo gehörte zu den so genannten „populares“, deren Angehörige seit etwa einem Jahrhundert im Handel tätig waren. Doch bis zur Zeit Jacopo Tiepolos waren sie im politischen Leben der Stadt nie aufgetreten und hatten auch keines der entsprechenden Ämter bekleidet. Dies änderte sich Anfang des 13. Jahrhunderts. Spätestens 1205 begann sein steiler politischer Aufstieg; in diesem Jahr gehörte Jacopo zu den 40 Elektoren, die sich am Schluss des komplizierten Wahlverfahrens für Pietro Ziani als Doge entschieden.
Aus der Familie gingen zwei Dogen hervor. Enkel Jacopos war Baiamonte Tiepolo, dessen Name mit einem der äußerst seltenen Umsturzversuche in der Löwenrepublik verknüpft ist.
Jacopo Tiepolo war in erster Ehe mit Maria Storlado verheiratet, die irgendwann vor 1242 starb. In zweiter Ehe heiratete er Valdrada aus dem normannischen Hause Hauteville, eine Tochter des Königs Tankred von Sizilien (1189–1194), und Schwester der Konstanze, die seinen Vorgänger im Dogenamt geheiratet hatte. Tiepolo hatte außer einer Tochter noch vier Söhne, die alle wichtige Ämter in der Republik Venedig bekleideten. Sein Sohn Lorenzo Tiepolo wurde 1268 zum Dogen gewählt.

## Leben

### Aufstieg

#### Meuterei (1196), Dogenwähler (1205),Duca di Candia– Statthalter auf Kreta (1209–1214)
1196 erschien Jacopo Tiepolo in Abydos an den Dardanellen. Er gehörte einer Flotte an, deren Mannschaften meuterten, und die sich weigerten, in die Mutterstadt zurückzukehren, um ihre wirtschaftlichen Interessen zu schützen.
Nachdem er 1205 einer der 40 Dogenwähler gewesen war, erschien er 1207 als iudex, dann 1209 als Duca di Candia, einer Art Statthalter auf der Insel Kreta. Dabei handelte es sich um einen äußerst schwierigen Posten, denn die griechische Bevölkerung des im Zuge des Vierten Kreuzzuges an Venedig gelangten Kreta wehrte sich gegen die Besetzung der Insel. Dabei fand sie Unterstützung bei genuesischen Piraten. Jacopo Tiepolo gelang es trotz einer Kriegsflotte, die 1211 nach Kreta aufbrach, nicht, den Aufstand zu unterdrücken. So sah er sich gezwungen, den Abenteurer Marco Sanudo, der sich auf den Kykladen ein eigenes Seereich erobert hatte, um Unterstützung zu bitten. Diesem gelang zwar die Unterdrückung des Aufstands, doch nun versuchte er seinerseits, die große Insel seinem eigenen Reich anzuschließen. Jacopo Tiepolo erreichte auf dem Verhandlungswege im Jahr 1213, dass Sanudo auf seinen Anspruch verzichtete. So konnte der Duca erst 1214 nach Venedig zurückkehren – eine ungewöhnlich lange Amtsdauer.

#### Podestà in Konstantinopel (1218–1220): Verträge mit Griechen und Seldschuken

Griechenland und die Inseln der Ägäis um 1210

1218 wurde er für zwei Jahre Podestà der in Konstantinopel ansässigen Venezianer. Auch dies war eine Machtposition, die erhebliche Durchsetzungskraft erforderte. Ihm gelang es, gegenüber der dortigen großen Venezianergemeinde ein zentrales System der Kontrolle und Steuerung ihrer Mitglieder, aber auch ihrer Anlagewerte durchzusetzen. Dies sicherte für Venedig einen stabilen Zustrom von Einnahmen.
Der hohe Grad seiner Autonomie erwies sich, als er im August 1219 in eigenem Namen einen Vertrag mit Theodor I. Laskaris, dem Kaiser von Nikaia abschloss. Er hatte also mit einem der schärfsten Gegner des von Venedig mitgegründeten Lateinischen Kaiserreiches unterhandelt. Im März 1220 schloss er darüber hinaus einen Vertrag mit Kai Kobad I., dem Sultan der Seldschuken. Mit den beiden Abmachungen, die nicht der Ratifizierung durch die Mutterstadt bedurften, war für Venedigs Händler der kleinasiatische Handel offen. Er selbst bezeichnete sich in beiden Fällen als ‚Despot des Römerreiches und Dominator des vierten Teiles und der Hälfte des Kaiserreichs‘. Dieser Titel stand eigentlich nur dem Dogen zu.
Auch in anderer Hinsicht agierte er auf der obersten politischen Ebene. Gemeinsam mit dem Regenten Conon de Béthune, von dem er Garantien für die Venezianer erhielt, spielte er eine zentrale Rolle nach dem Tod der Kaiserin Jolante von Flandern im September 1219. In einem Brief an den Dogen vom Dezember 1219 unterrichtete Tiepolo ausführlich über die Vorgänge der letzten sechs Monate in der Hauptstadt.

#### Rom (1221, 1223): Verhandlungen um kirchliche Dominanz in Konstantinopel, Podestà von Treviso
Nach dem Ende seines Mandats befand er sich im Januar 1221 in Rom. Er war einer der Zeugen in der Verzichtsurkunde des neuen lateinischen Patriarchen von Konstantinopel, Matthaeus, in der der Patriarch von seinen Jurisdiktionsforderungen über die kirchlichen Einrichtungen Venedigs im Lateinischen Kaiserreich zurücktrat. Sie verblieben beim Patriarchen von Grado, der zugleich Oberhaupt der Bistümer im venezianischen Herrschaftsbereich war, dem Dogat.
In der zweiten Jahreshälfte 1221 war Tiepolo Podestà von Treviso. In dieser Funktion sah er sich gezwungen, einen Vertrag mit dem Patriarchen Bertold V. von Aquileia abzuschließen, der Treviso militärisch angegriffen hatte. Anfang 1223 war er als Gesandter bei Papst Honorius III., um die Rücknahme einiger kirchlicher Sanktionen gegen venezianische Händler im Lateinischen Kaiserreich zu bewirken.

#### Erneut Podestà in Konstantinopel (1223), Rom (1227), Podestà von Treviso (1227)
Im Herbst 1223 trat Tiepolo, entgegen den Gebräuchen, zum zweiten Mal das Mandat eines Podestà in Konstantinopel an. Wieder gelang es ihm, einen Vertrag auszuhandeln, diesmal im Februar 1224 mit Kaiser Robert de Courteneay. Darin wurde nicht nur die Dominanz der venezianischen Händler im Kaiserreich gefestigt, sondern die westlichen Händler wurden den Venezianern untergeordnet.
1227 war er erneut in diplomatischer Mission in Rom, noch im selben Jahr wurde er zum zweiten Mal Podestà von Treviso.

#### Dogenwahl durch Los gegen Marino Dandolo (1229)
1228 hatte Tiepolo einen Sitz im sechsköpfigen Kleinen Rat, womit er zum innersten Kreis der Macht zählte. Als Pietro Ziani im Februar 1229 zurücktrat, galt er als Favorit für dessen Nachfolge. Die 40 Elektoren waren jedoch uneins, so dass 20 von ihnen für Tiepolo, die anderen 20 aber für Marino Dandolo votierten, den Sohn des Enrico Dandolo. Auch bei der zweiten Abstimmung kam es zu einem Patt. Tiepolo wurde nun durch Los am 6. März 1229 zum Dogen bestimmt. Nach dieser uneindeutigen Wahl wurde die Zahl der Elektoren von 40 auf 41 erhöht, um für die Zukunft ein Patt zu vermeiden.

### Das Dogenamt

#### Innen- und Kirchenpolitik

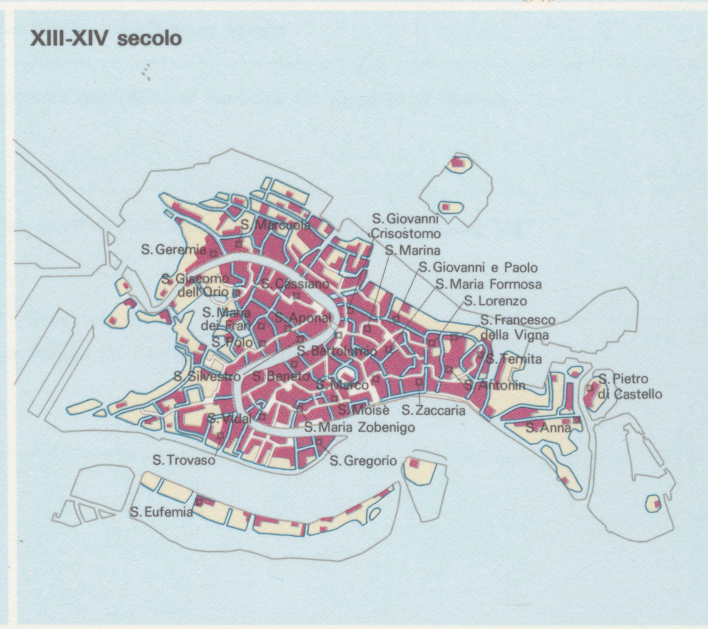
Karte der Inseln Venedigs im 13./14. Jahrhundert

Die durch Los entschiedene Wahl war eine der Ursachen für fortdauernde Spannungen zwischen den Familien Dandolo und Tiepolo. Unmut erregte auch seine Politik, seine Söhne mit wichtigen Ämtern zu versorgen, da jede Form des Nepotismus in der Republik abgelehnt wurde und Ämterpatronage innerhalb der Familie in der Promissio des Dogen ausdrücklich verboten war. Auch die Dogaressa setzte sich über die beeidete promissio hinweg, indem sie Geschenke annahm und in der Nähe Konstantinopels eigene Schlösser erwarb.
Die zwei Jahrzehnte der Herrschaft Jacopo Tiepolos sind, wie die seines Vorgängers, von langfristigen Reformen gekennzeichnet. Außerdem wurde vor allem die Gruppe der herrschenden Familien erheblich vergrößert, die nun nicht mehr ausschließlich aus den seit Jahrhunderten mit dem Machtapparat vertrauten Familien bestand, oder der Gruppe der in den letzten Jahrzehnten zu enormen Vermögen gelangten, sondern es stiegen nun auch diejenigen Händler auf, die sich im Fernhandel mit der Levante betätigten. Dieser Gruppe gehörte auch der Doge selbst an.
Außerdem gewannen die Ratsgremien aller führenden Familien, allen voran der Große Rat, immer umfassenderen Einfluss. Darüber hinaus entstand mit dem Consilium Pregatorum, der später Senat genannt wurde, ein zunächst vornehmlich mit Handelsfragen beschäftigtes Gremium. Die Pregati erlangten in den nächsten Jahrzehnten wachsenden Einfluss, während der Große Rat immer mehr zu einer Wahlmaschinerie für die wesentlichen Ämter wurde. Der Kleine Rat blieb so lange von zentraler Bedeutung, wie das Dogenamt noch nicht seiner unmittelbaren politischen Wirksamkeit entkleidet war. Im Laufe der folgenden Jahrhunderte wurde in Venedig ein ausgeklügeltes Gleichgewicht der Macht zwischen den verschiedenen Gremien der Gesetzgebung, der Rechtsprechung und der Verwaltung, verbunden mit einem System gegenseitiger Kontrolle, erreicht, wodurch es zu der außerordentlichen Beständigkeit und Stabilität der Löwenrepublik kam.
Neben den Pregati wurde ein zentrales Gremium eingerichtet, das der Quarantia. Dabei handelte es sich um eine Art Zivilgerichtshof, bestehend aus 40 Teilnehmern, wie der Name bereits verrät. Seine Macht beschränkte sich allerdings nicht auf die eines bloßen Gerichtes.

Eine seiner ersten Amtshandlungen war schon 1229 die Promulgation neuer Normen im Handelsbereich. Dieser Reform folgte eine solche im Strafrecht (1232: Promissio maleficiorum) und 1242 entstand ein geschlossener Corpus von kommunalen Statuten. Dieser löste die Ad-hoc-Entscheidungen seiner Vorgänger ab.
Der Doge förderte stark die Franziskaner und Dominikaner, räumte ihnen Baugrundstücke ein und unterstützte den Bau von entsprechenden Kirchen und Konventen. Er stiftete dem Orden der Dominikaner ein Grundstück am Rand der städtischen Bebauung, auf dem der Orden die Kirche San Zanipolo errichtete (italianisiert Santi Giovanni e Paolo). Die Kirche wurde in der Folge zur wichtigsten Grablege venezianischer Dogen.

#### Außenpolitik
Aufgrund seiner Erfahrungen als Fernhändler ging Jacopo Tiepolo davon aus, dass die Grundlagen des venezianischen Staatswesens in der Freiheit des Handels lagen – im mittelalterlichen Sinne bedeutete dies, die Privilegierung, den bevorrechteten Handel also, nicht den unter Gleichen. Daher setzte er einerseits das Erbe Zianis fort, er verteidigte und erweiterte das System der Handelsstationen und Kolonien, den Frieden mit den Konkurrentinnen Genua und Pisa, die Verteidigung des Lateinischen Kaiserreichs, sowie die Ausweitung des Handels auf der Grundlage entsprechender Verträge mit Nordafrika und der Levante. Erst 1234 gelang es Tiepolo, einen Aufstand auf Kreta niederzuschlagen und Venedigs Herrschaft über die Insel wieder zu festigen – sie blieb noch bis gegen Ende des Jahrhunderts fragil, wenn auch Tausende von Venezianern dorthin übersiedelten. Insgesamt spielten Oberitalien und das westliche Mittelmeer eine deutlich geringere Rolle, als unter seinem Vorgänger.
Diese Situation wurde wiederum durch die Ambitionen Kaiser Friedrichs II. dramatisch umgekehrt. Er besuchte die Stadt zwar im Jahr 1232 und verlieh Venedig – ungebeten – weitere Handelsvorrechte im Königreich Sizilien. Sein Kreuzzug nach Jerusalem hatte aber die Verhältnisse in der Levante drastisch verändert. Auch gefährdete seine Annäherung an Nikaia die Existenz des Lateinischen Kaiserreichs. So erreichte der Kaiser im Gegenzug nichts von den Venezianern, und diese ließen sich auch nicht in seine Front gegen den Papst einbinden. Im Gegenteil installierte Venedig in einigen Städten Oberitaliens eigene Podestà, die eine antikaiserliche Politik führten. Ezzelino III. da Romano, ein Parteigänger des Kaisers, hatte bereits Vicenza und Verona erobert und schickte sich an, Treviso anzugreifen, wo Pietro Tiepolo, ein Sohn Jacopos Podestà war. Pietro fiel bei der Schlacht von Cortenuova 1237 als Podestà von Mailand in die Gefangenschaft des Kaisers. Folgt man dem Werk des Pandolfo Collenuccio, wurde sein Leichnam 1240 im apulischen Trani so aufgehängt, dass die vorbeifahrenden Venezianer ihn an einem Turm hängen sehen konnten.
1238 schloss Venedig eine Verteidigungsallianz mit Genua, 1239 einen Angriffsvertrag mit Genua und Papst Gregor IX. Wäre die Eroberung Süditaliens gelungen, hätte Venedig die Häfen Barletta und Salpi in Apulien erhalten. Doch die geplante Invasion fand nie statt, da jeder auf eigene Rechnung kämpfte. Venedig griff Ravenna an, eroberte 1240 Ferrara. Damit kontrollierte Venedig die oberitalienischen Flüsse, allen voran Etsch und Po, aber auch die regionalen Kanalsysteme.

Kreuzfahrerstaaten von 1229 bis 1241

In der Levante half die venezianische Flotte dabei, das fragile, vom Kaiser hinterlassene Reich einzustürzen. 1242 gelang die Rückeroberung Polas, wo ein Aufstand unterdrückt wurde. Auf dem Höhepunkt seiner Macht heiratete der Doge die Tochter Tankreds von Lecce, womit er sich womöglich den Weg zu einer Übernahme des Normannenreiches frei machen wollte.
Doch gegen den Willen des Dogen kam es 1245 zu einer Wiederannäherung an den Kaiser. Die Kriegskosten trieben viele in die Opposition gegen Tiepolo. Doch der Wendepunkt erfolgte im Zusammenhang mit dem Konzil von Lyon, auf dem der Kaiser abgesetzt wurde. Wie der zeitgenössische Chronist Martino da Canale berichtet, wurden die dort verhandelnden Gesandten Venedigs, Marino Morosini, Ranieri Zeno und Giovanni da Canal, vom kaiserlichen Verbündeten Amadeus IV. von Savoyen gefangen genommen. Sie kamen auf kaiserliche Intervention frei und entschuldigten sich bei Friedrich, sie hätten nie die Intention gehabt, ihn abzusetzen. Der Doge erklärte sich erst daraufhin bereit, Frieden zu schließen. Durch Marsilio Zorzi, den syrischen baili der Venezianer, wurde Jacopo ein Bericht über die Verhandlungen mit dem Kaiser seit 1236 übersandt, datiert auf den Oktober 1242.
Dies war eine völlige Umkehr der bisherigen Politik Tiepolos. Morosini und Zeno stiegen später sogar zu Dogen auf. Bis zum Tod des Kaisers kam es zu keinerlei kriegerischen Handlungen mehr zwischen den beiden Mächten.
Ähnlich wie sein Vorgänger, so trat auch Jacopo Tiepolo von seinem Amt zurück (Mai 1249). Er starb am 17. Juli des Jahres und wurde in der Dominikanerkirche San Zanipolo beigesetzt, wo sein Grabmal bis heute existiert.

### Grabmal

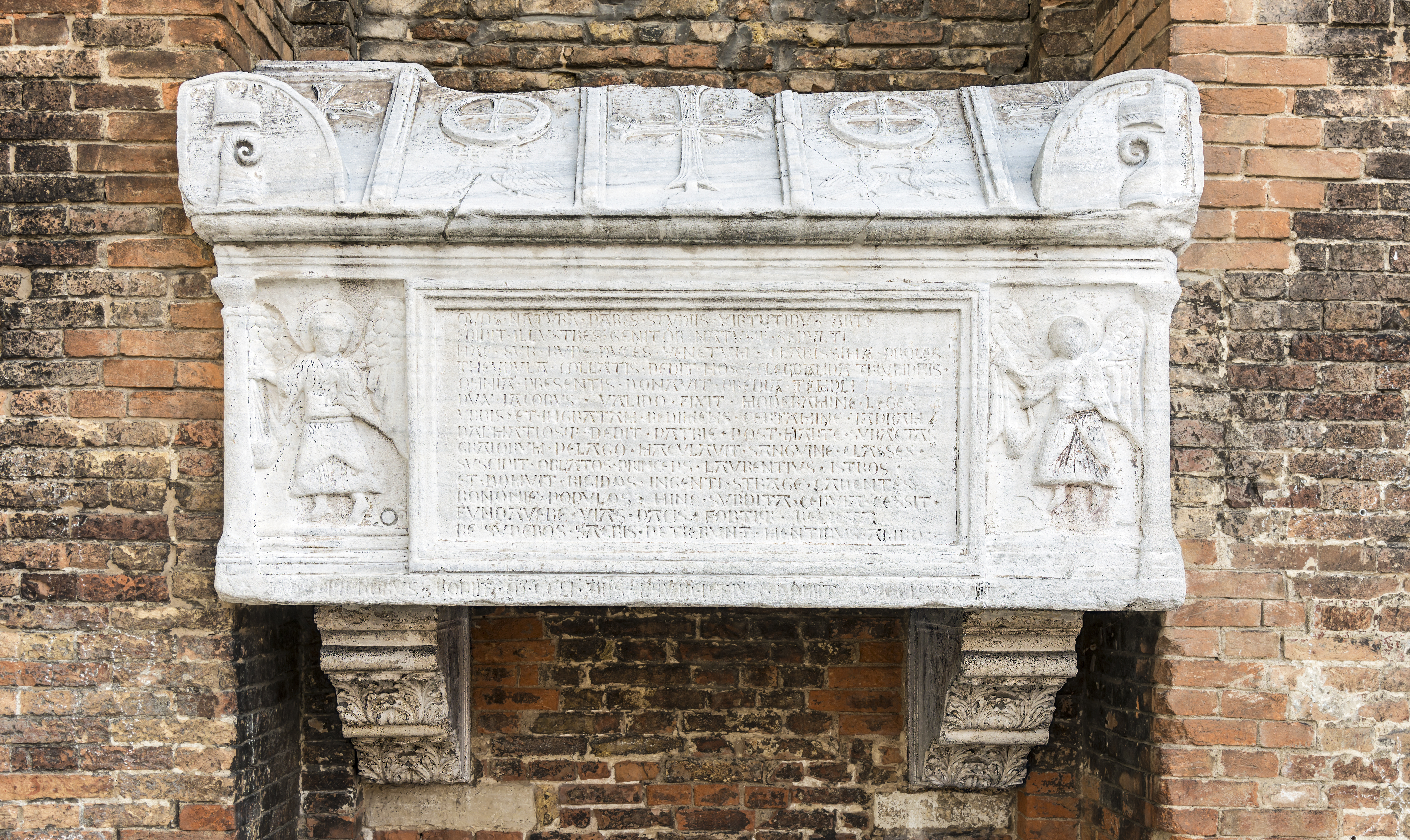
Grabmal an der Außenfassade von San Zanipolo

Als erster Doge wurde Jacopo Tiepolo in einem Sarg an der Fassade der Kirche beigesetzt. In seinem Sarkophag wurden später auch die Gebeine des zweiten Tiepolo-Dogen, nämlich die von Lorenzo Tiepolo bestattet. Ähnlich war man bei der Beisetzung Pietro Zianis vorgegangen, der im Sarkophag seines Vaters Sebastiano beigesetzt wurde.
Die einfache Sargkiste aus Marmor ist mit einem Satteldach bedeckt, das in fünf Felder aufgeteilt ist, die rechts und links Reliefs des Dogenwappens der Tiepolo zeigen. Die von dorischen Säulchen eingefasste Frontseite ist mit einer Inschriftentafel versehen, die rechts und links Engel flankieren.

## Quellen

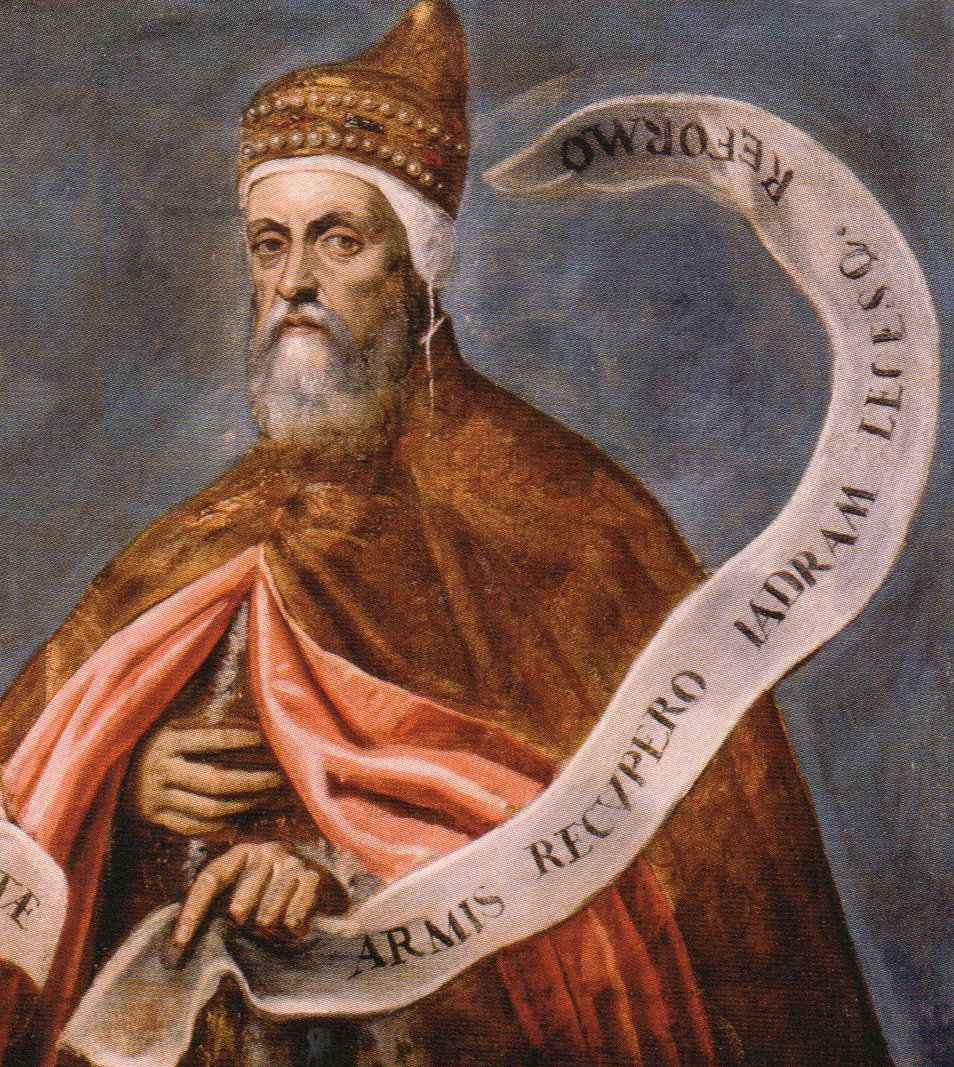
Idealisierendes Porträt des Dogen von Domenico Tintoretto (1560–1635), 1590; das Schriftband hebt die Eroberung von Zara (Iadra) hervor, sowie die Reformtätigkeit Tiepolos. Die Darstellung befindet sich im Dogenpalast. Das Bildnis ist eines der 38 Doppel-Dogenporträts im Saal des Großen Rates.

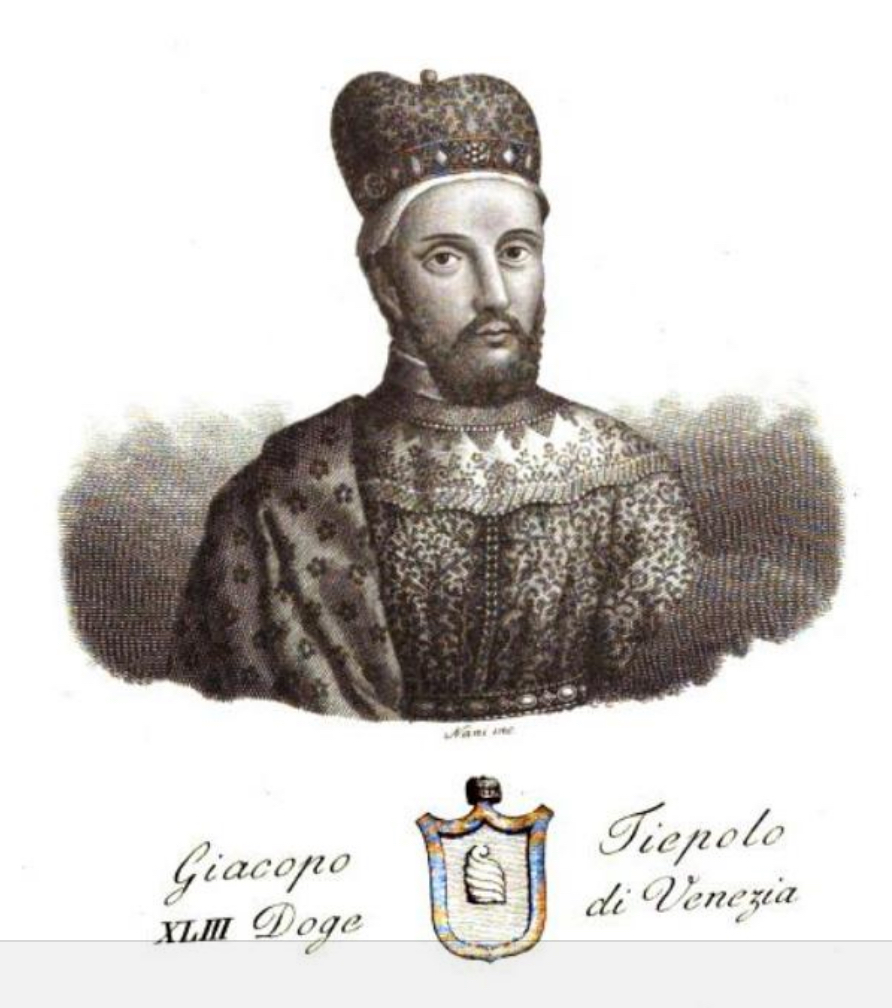
Phantasiedarstellung des Dogen „Giacopo Tiepolo“ aus den frühen 1830er Jahren, Antonio Nani: Serie dei Dogi di Venezia intagliati in rame da Antonio Nani. Giuntevi alcuni notizie biografiche estese da diversi, Bd. 1, Merlo, Venedig 1840, o. S. (Google Books)

### Rechtsetzende Quellen

#### Handelsdokumente
- Gottlieb Lukas Friedrich Tafel, Georg Martin Thomas (Hrsg.): Urkunden zur älteren Handels- und Staatsgeschichte der Republik Venedig (=Fontes Rerum Austriacarum, Abt. II. Diplomataria et Acta), 3 Bde., Bd. I,  Wien 1856, S. 222, II, S. 143, 145, 159, 205, 214–216, 221, 226, 255, 270–272, 274, 277, 281 f., 285, 289, 293, 296, 298, 307 d., 320, 322, 328, 337, 342, 344, 418–420, 426, 429, 432, 439.
- Raimondo Morozzo della Rocca, Antonino Lombardo (Hrsg.): Documenti del commercio veneziano nei secoli XI–XIII, 2 Bde., Turin 1940, I, S. 381 f., II, S. 189, 230, 255–257, 270–272, 282, 294, 310, 369 f.
- Raimondo Morozzo della Rocca, Antonino Lombardo (Hrsg.): Nuovi documenti del commercio veneziano nei secoli XI–XIII. Turin 1953, S. 97, 101, 109 f.

#### Verträge mit auswärtigen Mächten
- Marco Pozza (Hrsg.): I trattati con Aleppo 1207–1254, Venedig 1990, S. 46, 49, 51.
- Maddalena Giordano, Marco Pozza (Hrsg.): I trattati con Genova 1136-1251, Rom 2000, S. 114, 116, 118, 120 f., 134, 142, 147, 151, 172, 174, 185, 187, 189, 192.
- Marco Pozza (Hrsg.): I patti con l’impero latino di Costantinopoli 1205-1231, Rom 2004, S. 69–71, 75, 78, 81, 88, 93 f., 97 f., 100 f., 108, 110, 112, 121.
- Tadija Smičiklas (Hrsg.): Codex diplomaticus Regni Croatiae, Dalmatiae et Slavoniae, 18 Bde., Bd. II  (1102–1200), Zagreb 1904, S. 105, 228 (Digitalisat, Bd. II); Bd. III, 1905, S. 309 f., 329, 338, 351 f., 354, 356, 359 f., 385, 387, 390, 411; Bd. IV, 1906, S. 1, 4–8, 11, 18, 21 f., 24 f., 32, 34–37, 39, 46, 52 f., 56, 59–61, 73, 75, 82, 91 f., 99, 105, 115, 133, 142, 159, 201, 206, 241, 283, 328, 348, 350, 361–363, 372, 455.
- Jean Louis Alphonse Huillard-Bréholles (Hrsg.): Historia diplomatica Friderici secundi, IV, 1, Paris 1854, S. 309 f.

#### Rechtsetzende Quellen innerhalb Venedigs
- Staatsarchiv Venedig, Collegio, Promissioni, reg. 1, f. 4r (das Original der Promissione Tiepolos mit seiner eigenhändigen Unterschrift: Miscellanea atti privati e privati, b. 2, n. 89).[10]
- Marco Pozza (Hrsg.): Gli atti originali della cancelleria veneziana, Bd. II, Venedig 1996, S. 34, 41.
- Gisella Graziato (Hrsg.): Le promissioni del doge di Venezia dalle origini alla fine del Duecento, Venedig 1986, S. 11, 20 f., 34, 54, 74, 95, 120, 148.
- Roberto Cessi (Hrsg.): Liber Plegiorum & Acta Consilii Sapientum, in: Ders. (Hrsg.): Deliberazioni del Maggior Consiglio di Venezia, 3 Bde., Bd. I, Bologna 1950, S. 198, 202–204, 214, 264 f.
- Roberto Cessi (Hrsg.): Gli statuti veneziani di Jacopo Tiepolo del 1242 e le loro glosse, Venedig 1938, S. III, VI, 3 f.
- Giuseppe Liberali (Hrsg.): Gli statuti del comune di Treviso, Bd. I, Deputazione di Storia Patria per le Venezie, Venedig 1950, S. XXXIV, XXXVII.
- Bianca Lanfranchi Strina (Hrsg.): Codex Publicorum (Codice del Piovego), Bd. I, Venedig 1985, S. 85, 130, 238; Bd. II, 2006, S. 272 f., 290, 456, 487, 686.
- Sergio Perini: Chioggia medievale. Documenti dal secolo XI al XV, Sottomarina 2006, Bd. II, 1, S. 368 f., 457, 469.

### Erzählende Quellen
- Ester Pastorello (Hrsg.): Andrea Dandolo, Chronica per extensum descripta aa. 460-1280 d.C. (= Rerum Italicarum Scriptores XII,1), Nicola Zanichelli, Bologna 1938, S. 284 f., 288, 291–302. (Digitalisat, S. 290 f.)
- Roberto Cessi, Fanny Bennato (Hrsg.): Venetiarum historia vulgo Petro Iustiniano Iustiniani filio adiudicata, Venedig 1964, S. 2, 145, 148, 151, 153–163, 168, 277, 280, 309–311, 336.
- Alberto Limentani (Hrsg.): Martin da Canal, Les estoires de Venise. Cronaca veneziana in lingua francese dalle origini al 1275, Olschki, Florenz 1972, S. 80–89, 94–99, 104–109, 112–115, 120–127, 158 f., 264 f., 326 f. (vgl. Martino da Canale).
- Șerban V. Marin (Hrsg.): Gian Giacomo Caroldo. Istorii Veneţiene. Bd. I: De la originile Cetăţii la moartea dogelui Giacopo Tiepolo (1249), Arhivele Naţionale ale României, Bukarest 2008, S. 178, 183, 187 f., 198, 200, 209, 212, 225, 235 (vgl. Historie venete dal principio della città fino all’anno 1382 des Gian Giacomo Caroldo). (academia.edu)

### Zu Tiepolo
- Marco Pozza: Tiepolo, Giacomo, in: Dizionario Biografico degli Italiani, Bd. 95 (2019) 636–639.
- Paolo Preto: Tiepolo: 2. T., Jacopo, in: Lexikon des Mittelalters, Bd. 8, Sp. 764 f.
- Eugenio Musatti: Storia della promissione ducale, Tipografia del Seminario, Padua 1888, S. 62–68, 81, 84, 217 (danach wurden die Promissioni der nachfolgenden Dogen nach der Jacopo Tiepolos modelliert, S. 217).
- Giuseppe Cardoni: Una lettera del doge veneziano Iacopo Tiepolo al Comune di Mantova (1244), in: Paola Maffei, Gian Maria Varanini (Hrsg.): Honos alit artes. Studi per il settantesimo compleanno di Mario Ascheri, Firenze University Press, 2014, S. 485–491. (online, PDF)
- Wolfgang Hagemann: Lettere originali dei dogi Ranieri Zeno (1253-1268) e Lorenzo Tiepolo (1268-1275) conservate nell’Archivio Diplomatico di Fermo, in: Ders: Studi e documenti per la storia del Fermano nell’età degli Svevi, Andrea Livi Editore, Fermo 2011, S. 333–357.

### Abschnitte in Überblickswerken
- Samuele Romanin: Storia documentata di Venezia, II, Venedig 1854, S. 212–248. (Digitalisat, S. 212.)
- Heinrich Kretschmayr: Geschichte von Venedig, II, Gotha 1920, passim. (Digitalisat)
- Andrea Da Mosto: I dogi di Venezia con particolare riguardo alle loro tombe, Venedig 1939, S. 9, 11, 17, 19, 29, 63–65, 81 (Digitalisat, PDF); neu aufgelegt unter dem Titel I Dogi di Venezia, Florenz 1983, zuletzt 2003.
- Andrea Da Mosto: I dogi di Venezia nella vita pubblica e privata, Mailand 1960, S. XXVI, XXX, LVI, 82–85, 87, 92, 94–96.
- Agostino Pertusi: Quedam regalia insignia. Ricerche sulle insegne del potere ducale a Venezia durante il Medioevo, in: Studi Veneziani VII (1965) 32 f., 37, 49, 54, 84 f., 89, 91
- Giorgio Cracco: Società e stato nel medioevo veneziano, Florenz 1967, passim.
- John Julius Norwich: A History of Venice, London 1977, Penguin, London 2003.
- Giorgio Cracco: "Un altro mondo". Venezia nel medioevo. Dal secolo XI al secolo XIV, Turin 1986, S. 69 f.
- Giorgio Ravegnani: Il doge di Venezia, Bologna 2013, passim.

### Byzanz, Lateinisches Kaiserreich, venezianische Kolonien
- Silvano Borsari: Il dominio veneziano a Creta nel XIII secolo, Neapel 1963, S. 23, 33–35, 43, 125, 127.
- Silvano Borsari: Studi sulle colonie veneziane in Romania nel XIII secolo. Neapel 1966, S. 59 f., 90, 92 f., 115
- Antonio Carile: Per una storia dell’impero latino di Costantinopoli (1204–1261), Bologna 1972, S. 243, 350, 370.
- Raymond-Joseph Loenertz: Les Ghisi. Dynastes venitiens dans l’Archipel, 1207–1390 (=Civiltà veneziana. Studi, 26), Leo S. Olschki, Florenz 1975, S. 39, 45, 187, 189, 334, 399.
- David Jacoby: The Venetian government and administration in latin Constantinople, 1204-1261: a state within a state, in: Gherardo Ortalli, Giorgio Ravegnani, Peter Schreiner (Hrsg.): Quarta Crociata. Venezia, Bisanzio, Impero latino, I, Venedig 2006, S. 28, 42, 44, 47–49, 54, 56–63, 65 f., 69–72, 75.
- Guillaume Saint-Guillain: Les conquérants de l'archipel: l'Empire Latin de Constantinople, Venise et les premiers seigneurs des Cyclades, in: Gherardo Ortalli, Giorgio Ravegnani, Peter Schreiner (Hrsg.): Quarta Crociata. Venezia, Bisanzio, Impero latino, I, Venedig 2006, S. 125–238, hier: S. 150–152, 169 f., 184, 187 f., 190–197, 201–203, 225, 227.